# Пааше, Герман
Герман Пааше (24 февраля 1851, Бург — 11 апреля 1925, Детройт) — немецкий экономист, статистик и политик, профессор Берлинского технического университета и депутат, автор индекса Пааше.

## Биография
Учился в Университете Галле, где изучал экономику, сельское хозяйство, статистику и философию. В 1879 году стал профессором Ахенского университета, в 1884 году — Марбургского университета, в 1897 году — Берлинского технического университета.
С 1893 года занимался политикой, став депутатом прусского парламента, в 1906 году отказался от профессуры, чтобы полностью посвятить себя политике. Придерживался либеральных взглядов, во время Первой мировой войны выступал против неограниченной подводной войны. До 1918 года член Национал-либеральной партии, после — Немецкой народной партии.

## Вклад в науку
Известен в первую очередь введением индекса Пааше, а также как автор целого ряда значительных для своего времени работ по вопросам о товарных ценах, наследственной аренде, сахарной промышленности, бумажно-денежном обращении и так далее.